# أبو ربيص
أبو ربيص قرية سورية تتبع ناحية مركز محردة في منطقة محردة في محافظة حماة. بلغ عدد سكانها 619 نسمة في عام 2004 حسب إحصاء المكتب المركزي للإحصاء.

## وصلات خارجية
- الوحدات الإدارية في محافظة حماة